# Еухенио Морел
Еугенио Морел (шп. Eugenio Félix Morel Bogado); (Асунсион, Парагвај 24. април 1926 — ) био је и парагвајски фудбалер и репрезентативац Парагваја. Играо је на позицији нападача, левог крила.

## Каријера
Еугенио Морел рођен је 1950. године у Асунсион, и са 7 година са породицом се преселио у Аргентину, у подручје Буенос Ајреса.
Морел је за Расинг из Авељанеде први пут наступио 1969. године, а годину дана касније дебитовао је у Примеру. Неко време је током 1972. године провео у Таљересу из Ремедиос де Ескалада, а затим се вратио на Академију. Од 1974. до 1979. Морел је играо за парагвајски Либертад, са којим је 1976. постао првак земље.
За репрезентацију Парагваја је играо на Копа Америка 1979. где делио титулу најбољег стрелаца са четири постигнута гола. Куп по други пут одржан по шеми без одређене земље домаћина. На утакмици против репрезентације Уругваја, у одлучујућој утакмици групне фазе одржаној у Сентенарио, постигао је два гола. Оба пута су Парагвајци успели да изједначе резултат. Као резултат тога, парагвајци су победили једну од најјачих репрезентација на свету и пласирали се у полуфинале такмичења. У овој фази, Еугенио је постигао свој четврти гол на турниру, погодак у првој утакмици против репрезентације Бразила постигао је чувеним ударцем у паду преко себе (маказицама). Парагвај је добио меч на свом стадиону Дефенсорес дел Чако (2:1), а на Маракани је успео да ремизира (2:2) и дође до финала.
Парагвајци су у првом финалном мечу против Чилеа победили резултатом 3:0, иако Еугенио није успео да постигне гол. У 17. минуту другог меча, који се одиграо на стадион Насионал у Сантијагу, Еугенио Морел и везиста домаћина Едуардо Бонвалиер добили су црвене картоне од уругвајског судије Рамона Барета и обојица су били присиљени пропустити трећи меч, који се одржао у Буенос Ајресу на стадиону Хосе Амалфитани са само шест хиљада присутних гледалаца (Чилеанци су на домаћем терену победили 1:0, а правило најбоље разлике између постигнутих и примљених голова још није било примењено). Након што су Парагвај и Чиле одиграли главно и продужетак неријешено (0:0), КОНМЕБОЛ је ипак одлучио доделити победу Парагвају због боље гол разлике у прва два меча финала. Поред Еугенија Морела, Чилеанац Хорхе Передо је такође постигао 4 гола тако да су поделили титулу најбољег стрелца.

## Достигнућа

### Клуб
| Титула      | Екипа                 | Држава    | Година    |
| ----------- | --------------------- | --------- | --------- |
| Првак       | ФК Либертад           | Парагвај  | 1976.     |
| Вицешампион | ФК Аргентинос јуниорс | Аргентина | 1980—1981 |

### Репрезентација
| Титула                 | Екипа(*) | Држава   | Година |
| ---------------------- | -------- | -------- | ------ |
| Копа Америка (шампион) | Парагвај | Парагвај | 1979   |

- Клуб или репрезентација